# Tremiti (A 5348)
La nave Tremiti, contrassegnata dalla sigla A5348, è stata un mototrasporto costiero della Marina Militare italiana.

## Storia
L'allestimento della nave è iniziato il 1º settembre 1985 ed è stata varata il 13 settembre 1986, per poi essere affidata alla marina militare italiana il 2 marzo 1987 con il nominativo M.T.C. 1012. Il 15 aprile dell'anno seguente venne dato il nominativo attuale. Il 27 luglio 1988 la nave ha subito delle significative modifiche al fine di renderla idonea alla missione Golfo 2 nel golfo Persico, in supporto a altre unità navali.